# Калинович, Иван Титович
Ива́н Ти́тович Калино́вич (25 ноября 1884 — 12 ноября 1927) — украинский библиограф, издатель и политический деятель.

## Биография
Родился в г. Львов в семье предпринимателя-строителя. Окончил учительскую семинарию в Залещиках (1904), учился во Львовском университете. В 1908 знакомился с деятельностью «Международного библиографического института» (Мунданеум) в Брюсселе (Бельгия), где посещал трёхмесячные библиографические курсы. В 1916—1917 и 1919—1922 годах работал в Вене, с 1922 года — в Золочеве. Умер во Львове.

## Издательская и политическая деятельность
Организовал издательство «Всемирная библиотека» (1913-26), выпускавшее образовательные издания и переводную литературу (одним из переводчиков этого издательства был Иван Франко). С 1917 года — член библиографической комиссии НТШ (с 1922 года — её секретарь). В 1918—1919 годах — посол (депутат) Украинской национальной рады ЗУНР и депутат Трудового конгресса Украины. Редактировал газету «Дрогобычский листок» (1919). Один из руководителей просоветской партии «Сельроб» (фактически легальная фракция Коммунистической партии Западной Украины), редактор её печатного органа «Наше слово».
Поддерживал отношения с Украинской книжной палатой и Украинским научным институтом книговедения. Рукописное наследие Калиновича содержит большие картотеки (более 300 тыс. единиц; пока не опубликованы) по истории Украины и украинской литературы.

## Труды
- «Переводы из украинской литературы» (1915),
- «Указатель авторов и их произведений в еженедельнике „Воля“ за 1919 год» (1920),
- «Указатель к украинской социалистической и коммунистической литературы» (1921),
- «Всеукраинская библиография за 1923 год» (1923),
- «Украинская историческая библиография за 1914—1923 гг» (1924),
- «Украиника в старых [немецких, 1836-48] журналах» (1927).